# British Columbia Highway 113
Der British Columbia Highway 113 ist auch bekannt unter dem Namen Nisga’a Highway. Er befindet sich im Westen der kanadischen Provinz British Columbia, wo er bei Terrace als Abzweig vom Highway 16 beginnt und in Gingolx (engl. Kincolith) an der Pazifikküste endet. Der Highway hat eine Länge von 174 km.
Der Highway selbst hat eine eigenständige Beschilderung mit einem Logo, das an die indianische Kultur angelegt ist. Wesentlicher Unterschied ist dabei, neben der abweichenden Farbgestaltung, das das Wappen von British Columbia am oberen Schildrand durch ein indigenes Logo ausgetauscht wurde.  Der Highway führt durch die Indianerreservate der Nisga’a, auch die Nummerierung hat Bezüge zur Kultur der Nisga’a: 113 Jahre nach den ersten Verhandlungen der damaligen Häuptlinge wurde im Jahr 2000 der Nisga’a-Vertrag abgeschlossen.

## Streckenverlauf
Der Highway beginnt westlich von Terrace, er führt am westlichen Stadtrand vorbei nach Norden. Er führt entlang des Tals des Kitsumkalum Rivers, vorbei an den Seen Trestum Lake und Kitsumkalum Lake. Der Highway verlässt das Tal und führt entlang des Sand Lakes und des Lava Lakes. An diesem See beginnt auch der Anhluut’ukwsim Laxmihl Angwinga’asanskwhl Nisga’a Provincial Park, den der Highway nun durchquert. In New Aiyansh trifft der Highway auf den Nass River. Er folgt diesem westwärts und überquert ihn noch vor dessen Mündung in den Portland Inlet. Die Route führt entlang der Nordküste dieses Fjordes und endet in Gingolx.